# グランドスラムカントリークラブ
グランドスラムカントリークラブ（GRAND SLAM COUNTRY CLUB）は、茨城県常陸太田市にあるメンバーシップ制のゴルフ場。

## 概要
グランドスラムカントリークラブは、1985年（昭和60年）7月、「STT開発グループ」によって開場され、その後、「PGMホールディングス株式会社グループ」によって運営されている、ゴルフコースの設計は杉本英世が行った。コースは丘陵だが広くフラットで大小の池を生かし、微妙なアンジュレーションのあるコース。

## 所在地
〒313-0024 茨城県常陸太田市田渡町823-11

## コース情報
- 開場日 - 1985年7月
- 設計者 - 杉本英世
- コースタイプ - 丘陵コース
- 面積 - 1,260,000m2（38.1万坪）
- コース - 10,309ヤード、27ホールズ、パー108、コースレート東コース72.6 中コース72.5 西コース72,6
- グリーン - ベント1グリーン（ペンクロス）
- フェアウェイ - コーライ
- ラフ - ノシバ
- ハザード - バンカーの98、池が絡むホール12
- プレースタイル - 乗用カート(5人乗り)自走式、キャディ・セルフ選択可
- 練習場 - 無し
- 休場日 - 年中無休（指定休）[1]

## クラブ情報
- ハウス面積 - 7,323m2（2,215.2坪）
- ハウス設計 - 株式会社 久米設計
- ハウス施工 - 株式会社 間組

## ギャラリー
- クラブハウス - 「グランドスラムカントリークラブ」、フォトギャラリー[2]
- ゴルフコース - 「グランドスラムカントリークラブ」、コースレイアウト[1]

## 交通アクセス
- 鉄道 - 常磐線（JR東日本） - 大甕駅よりタクシー利用 約30分。
- 道路 - 常磐自動車道 -  日立南太田IC日立・常陸太田方面出口より　10km 約15分[3]。

## 関連文献
- 『ゴルフ場ガイド 東版』2006-2007、「グランドスラムカントリークラブ」、東京 ゴルフダイジェスト社、2006年5月、2020年6月25日閲覧